# Magnetstål

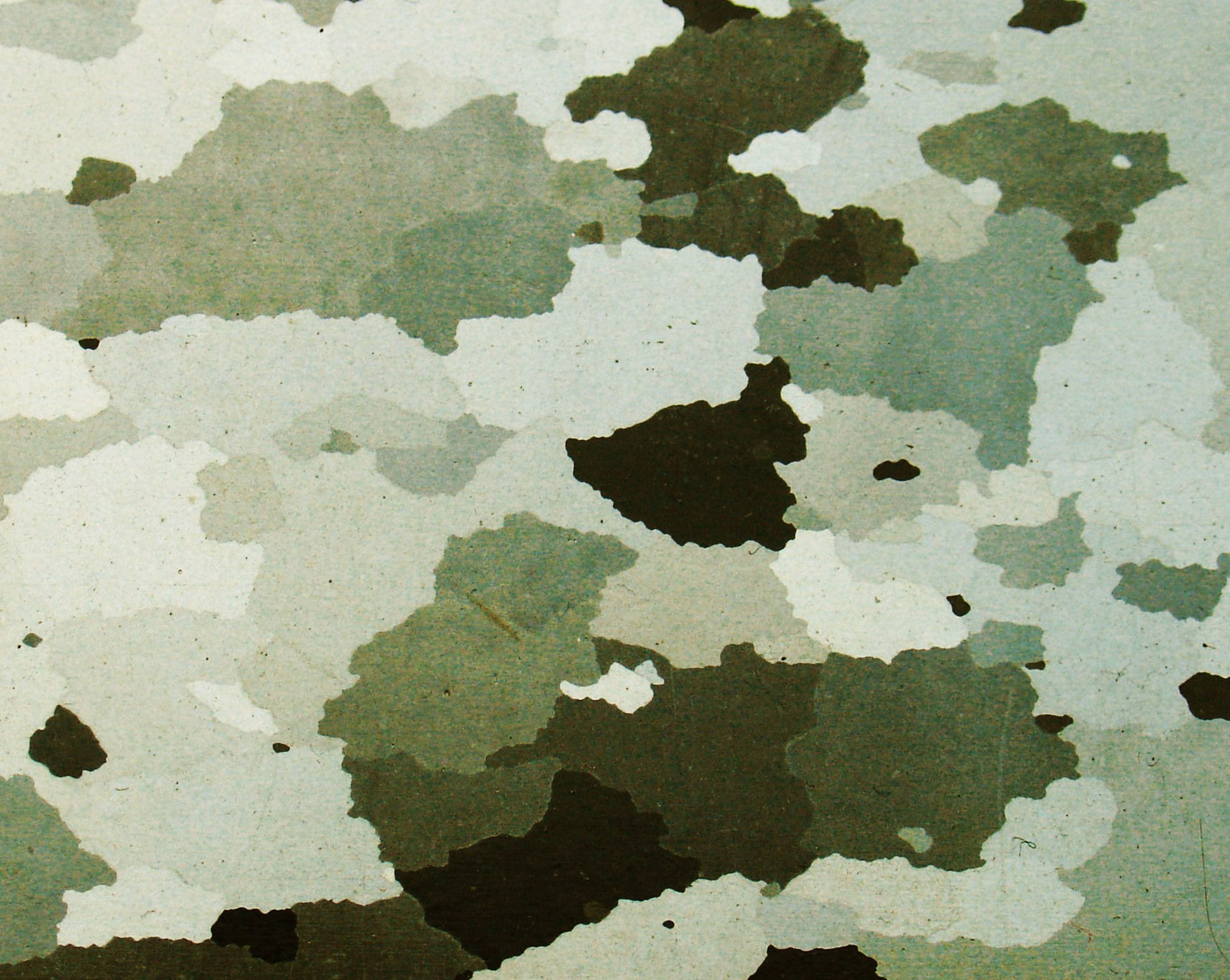
Kristaller I yta av kornorienterat magnetstål

Magnetstål är beteckning för olika stålsorter, som används till magneter.
För ankare och kärnor i generatorer och transformatorer, vars magnetism snabbt växlar, används ofta mjukt kiselstål med mindre än 0,1 % kol och 0,5 – 4 % kisel.
För permanenta magneter, som efter kraftig magnetisering skall kunna ges största möjliga magnetism och behålla denna konstant sedan det magnetiserande fältets verkan upphört, används kromstål med cirka 1 % kol och 1,5 – 3 % krom, volframstål med cirka 0,7 % kol och 5 – 6 % volfram eller krom-kobolt-molybden-stål med cirka 1 % kol, 4 – 9 % krom, 6 – 40 % kobolt och cirka 1 % molybden. Dessa förekommer i många sammanhang inom både starkströms- och svagströmstekniken.
Bland stål med speciella magnetiska egenskaper kan nämnas till exempel permalloy, ett nickelstål med 78,5 % nickel, vilket har stor permeabilitet vid låg magnetisering, och som bland annat kan användas för reläer och hörapparater. Hit kan också räknas aluminium- och nickel-järnlegeringar, som kan ges hög koercitivkraft (möjlighet att utsättas för ett externt magnetiskt fält utan att avmagnetiseras). 